# Escut de l'Anoia
L'escut oficial de la comarca de l'Anoia té el blasonament següent:
Escut caironat: d'atzur, una faixa ondada d'argent, acompanyada al cap d'un molí paperer d'or i a la punta d'una pell també d'or; la bordura componada d'or i de gules. Per timbre, una corona de comarca.

## Història

Emblema de l'Anoia

Va ser aprovat el 12 de gener de 2018 i publicat al DOGC el 22 de gener del mateix any amb el número 7540.
Fins aquesta data la comarca no tenia escut normalitzat i oficialitzat per la Generalitat de Catalunya, però ha fet servir un emblema en forma de A amb el travesser ondulat, en representació del riu Anoia.